# Wubanoides uralensis
Wubanoides uralensis là một loài nhện trong họ Linyphiidae. Chúng được miêu tả năm 1981 bởi Pakhorukov.

## Phân loài
- Wubanoides uralensis lithodytes (Schikora, 2004)